# Acapulcói kaland
Az Acapulcói kaland vagy Ünnep Acapulcóban (Fun in Acapulco) 1963-ban Elvis Presley főszereplésével és Richard Thorpe rendezésében készült 93 perces amerikai filmvígjáték.

## Történet
|  | Alább a cselekmény részletei következnek! |

Mike Windgren (Elvis Presley) egy híres artista család tagja volt egy amerikai cirkuszban. A légtornász egy rettenetes tragédiát követően – véletlenül leejtette a fivérét előadás közben – Mexikóba utazott egy üdülőhelyre felejteni. Acapulcóban egy hajón dolgozott, ám összeveszett a tulajdonos lányával, így kénytelen volt más munka után nézni. Egy árva kisfiú, Raoul a segítségére sietett, munkát szerzett a számára. Hamarosan énekesként és úszómesterként is munkát kapott egy helyi hotelben. Mike beleszeretett Margarita Dauphine-be (Ursula Andress), Dolores Gomez, a női torreádor viszont a fiatal amerikaira vetette ki a hálóját. Margarita segítségével Mike legyőzte a félelmét a magasságtól. A fiatal, jóképű férfi kiválóan énekelt, már több helyen is fellépett, és fizikumának köszönhetően életmentőként is megállta a helyét. Közben meggyűlt a baja egy másik úszómesterrel, aki Mexikó műugróbajnokaként féltékeny lett Mike-ra. Az amerikai kétszeresen is vetélytársat jelentett a számára. A történet végén Mike több ezer ember előtt ugrott le egy 136 láb (41,5 méter) magas szikláról az öböl vizébe.
Híres Presley-dalok a filmben a "Vino, Dinero y Amor", "Marguerita", "Bossa Nova Baby" és a címadó dal.
|  | Itt a vége a cselekmény részletezésének! |

## Szereplők
- Elvis Presley – Mike Windgren (Rátóti Zoltán; Viczián Ottó)
- Ursula Andress – Marguerita Dauphin (Kubik Anna; Náray Erika)
- Elsa Cárdenas – Dolores Gomez (Götz Anna; Kiss Erika)
- Paul Lukas[1] – Maximillian Dauphin (Fillár István; Kristóf Tibor)
- Larry Domasin – Raoul Almeido (Pálok Gábor; Szalay Csongor)
- Alejandro Rey – Moreno (Balázsi Gyula; Kautzky Armand)
- Robert Carricart – Jose Garcia (Perlaki István; ?)
- Teri Hope – Janie Harkins (Kiss Erika; ?)